# Władysław Kijok

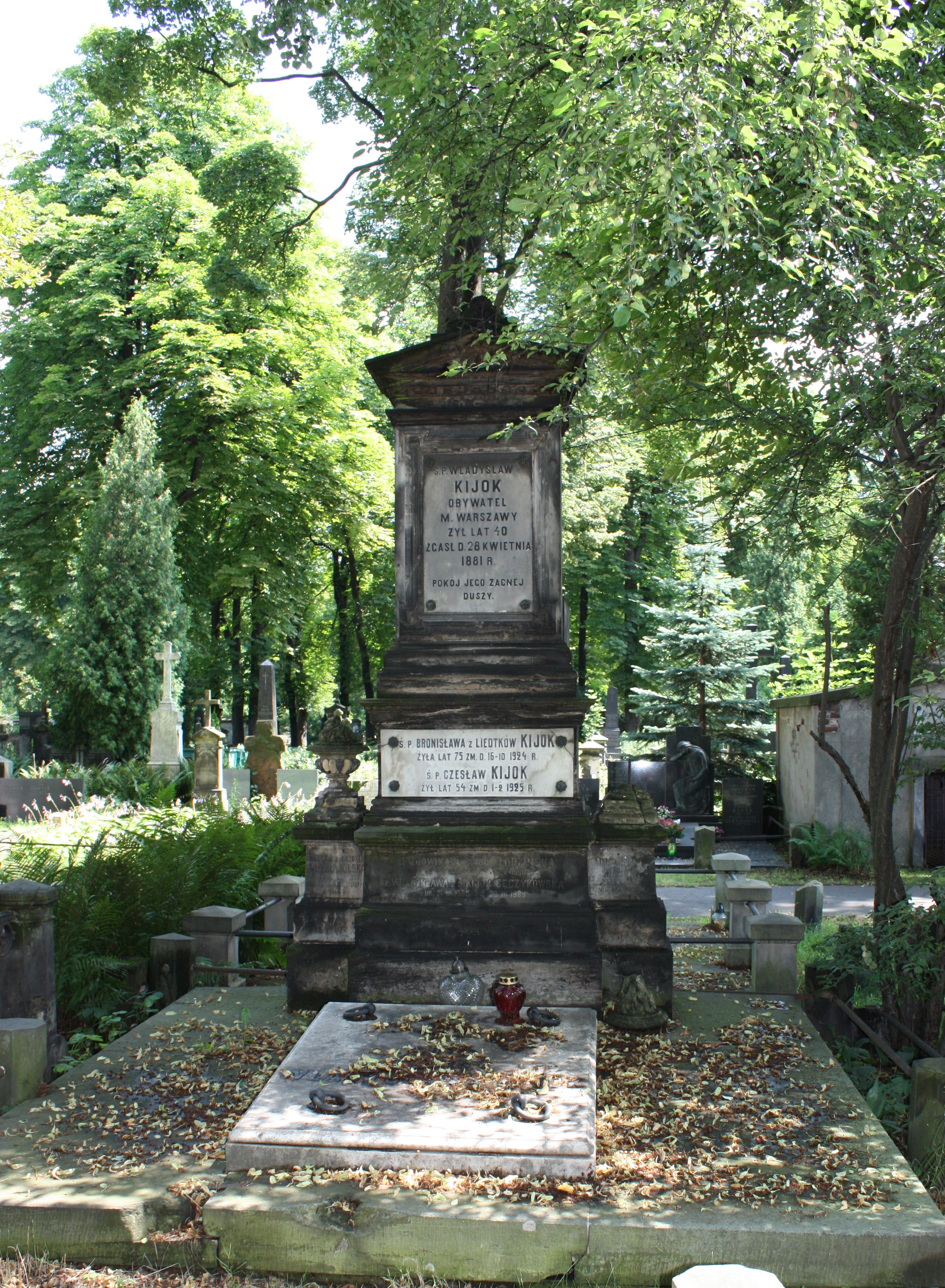
Nagrobek Władysława Kijoka na Cmentarzu Ewangelicko Augsburskim w Warszawie

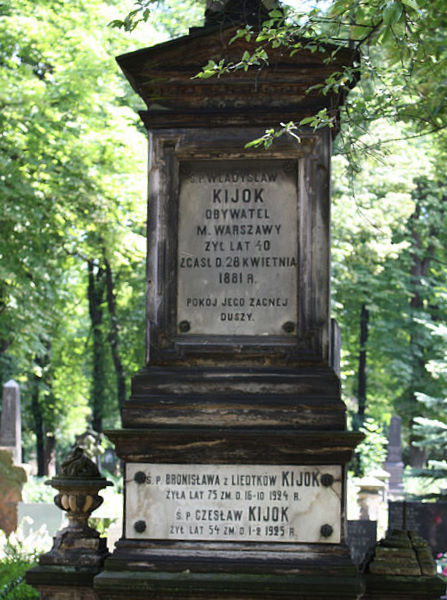
Tablice na nagrobku

Władysław Kijok (ur. 1841 w Warszawie, zm. 28 kwietnia 1881 tamże) – piwowar, właściciel pierwszego browaru  parowego w Warszawie przy ul. Żelaznej. Po praktykach zawodowych w Warszawie oraz w Austrii u Antona Drehera założył w 1871 r. browar parowy W. Kijok i S-ka. Jako pierwszy zastosował maszyny do sztucznego oziębiania piwa. Po śmierci Władysława browar przekształcono w spółkę aukcyjną, a głównym udziałowcem został jego syn Czesław (1871 - 1925). W 1907 r. browar został przejęty przez spółkę Haberbusch i Schiele. Pochowany na cmentarzu ewangelicko-augsburskim przy ulicy Młynarskiej (aleja 4, grób 11).